# South Yarmouth (Massachusetts)
South Yarmouth é um lugar designado pelo censo localizado no condado de Barnstable no estado estadounidense de Massachusetts. No Censo de 2010 tinha uma população de 11.092 habitantes e uma densidade populacional de 548,28 pessoas por km².

## Geografia
South Yarmouth encontra-se localizado nas coordenadas 41° 40′ 02″ N, 70° 12′ 03″ O. Segundo a Departamento do Censo dos Estados Unidos, South Yarmouth tem uma superfície total de 20.23 km², da qual 18.02 km² correspondem a terra firme e (10.95%) 2.21 km² é água.

## Demografia
Segundo o censo de 2010, tinha 11.092 pessoas residindo em South Yarmouth. A densidade populacional era de 548,28 hab./km². Dos 11.092 habitantes, South Yarmouth estava composto pelo 92.12% brancos, o 2.41% eram afroamericanos, o 0.35% eram amerindios, o 1.27% eram asiáticos, o 0.01% eram insulares do Pacífico, o 1.88% eram de outras raças e o 1.96% pertenciam a duas ou mais raças. Do total da população o 2.87% eram hispanos ou latinos de qualquer raça.